# Harry Bild
Harry Bild (ur. 18 grudnia 1936 w Växjö, zm. 16 stycznia 2025 tamże) – szwedzki piłkarz grający na pozycji napastnika.
Bild zaczął karierę w 1956 roku w IFK Norrköping. W latach 1964–1965 grał w FC Zürich. W październiku 1965 trafił do Feyenoordu, a w czerwcu 1967 powrócił do Szwecji i został zawodnikiem Östers IF.
W 1963 roku zdobył Guldbollen. W tym samym roku poślubił Maud, z którą miał córkę Lotte.